# Condado de O'Brien
El condado de O'Brien (en inglés: O'Brien County, Iowa), fundado en 1851, es uno de los 99 condados del estado estadounidense de Iowa. En el año 2000 tenía una población de 15 102 habitantes con una densidad poblacional de 10 personas por km². La sede del condado es Primghar.

## Geografía
Según la Oficina del Censo, el condado tiene un área total de 1485 km² (573,4 mi²), de la cual 1484 km² (573 mi²) es tierra y 0 km² (0 mi²) es agua.

### Condados adyacentes
- Condado de Osceola norte
- Condado de Clay este
- Condado de Cherokee sur
- Condado de Sioux oeste

## Demografía
En el 2000 la renta per cápita promedia del condado era de $35 758, y el ingreso promedio para una familia era de $42 952. El ingreso per cápita para el condado era de $17 281. En 2000 los hombres tenían un ingreso per cápita de $30 446 contra $20 391 para las mujeres. Alrededor del 7.30% de la población estaba bajo el umbral de pobreza nacional.
| 1900   | 1910   | 1920   | 1930   | 1940   | 1950   | 1960   | 1970   | 1980   | 1990   | 2000   |
| ------ | ------ | ------ | ------ | ------ | ------ | ------ | ------ | ------ | ------ | ------ |
| 16 989 | 17 262 | 19 051 | 18 409 | 19 293 | 18 970 | 18 840 | 17 522 | 16 972 | 15 444 | 15 102 |

## Lugares

### Ciudades
- Archer
- Calumet
- Hartley
- Paullina
- Primghar
- Sanborn
- Sheldon
- Sutherland

### Principales carreteras
- U.S. Highway 18
- U.S. Highway 59
- Carretera de Iowa 10
- Carretera de Iowa 60
- Carretera de Iowa 144